# ولادیمیر سافرونوف
ولادیمیر سافرونوف (روسی: Владимир Константинович Сафронов؛ ۲۹ دسامبر ۱۹۳۴ – ۲۶ دسامبر ۱۹۷۹) بوکسور اهل اتحاد جماهیر شوروی سوسیالیستی بود.